# Радецька Болярка
Радéцька Боля́рка — село в Україні, в Житомирському районі Житомирської області. Населення становить 113 осіб (2001).

## Історія
У 1906 році — село Пулинської волості Житомирського повіту Волинської губернії. Відстань від повітового міста 50 верст, від волості 15. Дворів 56, мешканців 348.
У 1923—54 роках — адміністративний центр Радецько-Болярської сільської ради.